# Peliococcus calluneti
Peliococcus calluneti är en insektsart som först beskrevs av Karl Hermann Leonhard Lindinger 1912.  Peliococcus calluneti ingår i släktet Peliococcus och familjen ullsköldlöss. Arten är reproducerande i Sverige. Inga underarter finns listade i Catalogue of Life.